# Жевательный табак

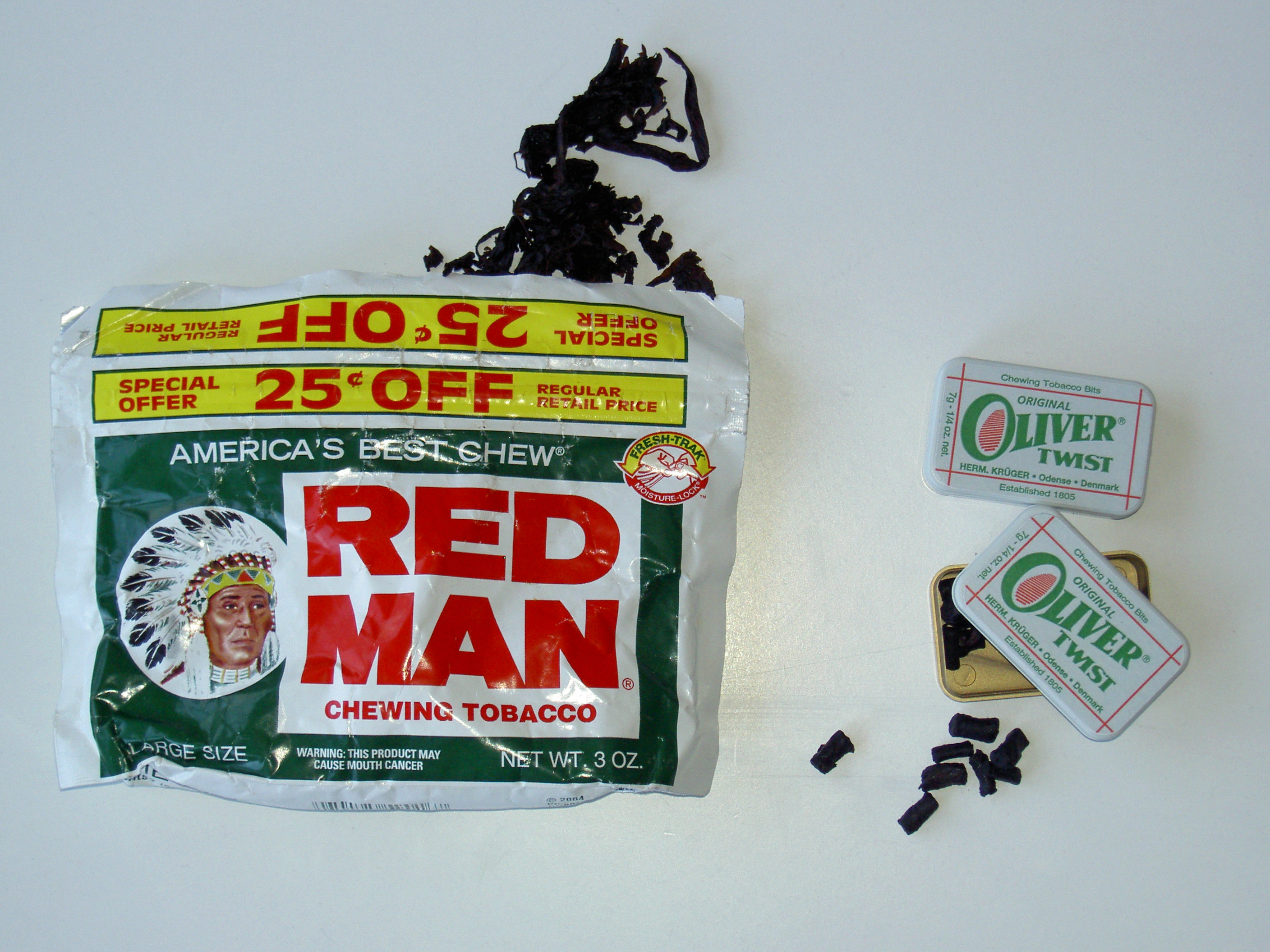
Разновидности жевательного табака: американский (слева) и скандинавский (справа)

Жевательный табак — табачный продукт, разновидность бездымного табака. 
Существуют различные формы жевательного табака, в частности, американский. Отличие данного вида от влажного снаффа или снюса в том, что он выпускается в виде целых листьев, прессованным или скрученным в жгуты. Американский вид характеризуется отсутствием пастеризации, вследствие чего имеет высокое количество канцерогенов. Скандинавский жевательный табак схож со снюсом тем, что может также выпускаться в пакетиках. Однако фракция в скандинавском жевательном табаке более крупная, чем в снюсе, поэтому для выделения никотина его следует пожёвывать. Большая часть скандинавских жевательных табаков проходит процесс термообработки, вследствие чего существенно понижается уровень канцерогенов.
Жевательный табак широко распространён в Азии, Африке, Северной Америке и отдельных регионах Европы. Например, в США лишь в XX веке сигареты стали популярнее.

## Влияние на здоровье
Риски, связанные с образованием опухолей, существенно отличаются в зависимости от состава бездымного табака. Комитет по регулированию табака ВОЗ в отчёте № 955 указал, что: "Были найдены существенные различия в концентрациях канцерогенов в продуктах с низким содержанием, которые преимущественно продаются в развитых странах по сравнению с теми продуктами, которые производятся в «кустарных» промышленностях Азии и Африки”.
Также исследования говорят о том, что для потребителей жевательного табака с низким уровнем нитрозаминов, не выявлено достаточного количества доказательств, что существует негативное воздействие на здоровье.